# Pit Witt
Pit Witt (* 19. März 1959 in Münster, eigentlich Peter Witt) ist ein deutscher Jazz-Musiker.
Er studierte klassisches Klavier an der Hochschule Detmold. Sein Jazzstudium absolvierte er u. a. bei Greetje Kauffeld und Deborah Brown in Hilversum (Niederlande). Er verfasste mehrere Bühnenmusiken für Theater und Ballett, Filmmusiken und Kindermusicals.  Seit 1980 ist er unter anderem als Pädagoge an der Städtischen Musikschule Minden tätig. Seit 1989 leitet er den von ihm gegründeten Mindener Jazzchor. Weitere Tätigkeit als Musical Director im Rahmen verschiedener Musical-Projekte wie Der kleine Horrorladen, Im weißen Rößl, Heut' abend, da such ich mir was aus.
Witt komponierte das Kindermusical Wo niemand allein und schrieb auch die Musik zum Kinofilm Im Westen alles nach Plan (1990). Seit 2008 übernahm er zusammen mit seiner Kollegin Regina Heese die Leitung des Mindener Kinderchors.